# 美しい鰭
「美しい鰭」（うつくしいひれ）は、日本のロックバンド・スピッツの楽曲。2023年4月12日ユニバーサルミュージック内のレーベル・Polydor Recordsより通算46作目のシングルとして発売された。劇場版『名探偵コナン 黒鉄の魚影』主題歌。

## 概要
CDでのシングルリリースは『優しいあの子』から3年10か月ぶりとなる。表題曲「美しい鰭」は、劇場版『名探偵コナン』シリーズの26作目『名探偵コナン 黒鉄の魚影』の主題歌として書き下ろされた。
2023年2月15日にオリジナル・アルバム『ひみつスタジオ』が同年5月17日に発売されることが告知され、その後同年3月8日に、同アルバムの詳細と共に本シングルが4月12日に発売されることが発表された。
カップリング曲「祈りはきっと」「アケホノ」は、アルバム『ひみつスタジオ』には未収録となる。
2023年4月10日に先行配信が開始され、同日にYouTubeでのMVのプレミア公開も行われた。MVは松居大悟が監督し、上白石萌歌、ふせえりらが出演している。アルバム『ひみつスタジオ』には本楽曲およびMVを元にしたショートムービー「烏滸がましい鰭」が収録されている。
TVスポットではミュージックビデオの映像が使用され、ナレーションは『名探偵コナン』で灰原哀役を務める林原めぐみが担当している。
2023年5月15日には、表題曲が主題歌となっている『黒鉄の魚影』の興行収入100億円突破と公開1か月を記念して、映画の本編映像を使用したスペシャルムービーがYouTubeで公開された。
2023年5月15日に放送された『CDTV ライブ！ ライブ！』にてアルバム『ひみつスタジオ』収録の「ときめきpart1」とともに地上波で初披露された。本楽曲がテレビで披露されたのはこの番組のみである。
2023年7月5日には、Billboard JAPANのチャートにおけるストリーミングの累計再生回数が、歴代6位タイの速さとなるチャートイン12週目でスピッツ初となる1億回を突破、11月16日にはチャートイン31週目で2億回を突破し、2024年6月26日には3億回を突破し、2025年7月16日には4億回を突破した。
今作より、日本の「Polydor Records」として、約21年ぶりにレーベル復活となって初のシングルとなった。
第38回日本ゴールドディスク大賞ではベスト5ソング・バイ・ストリーミングを受賞。

## 収録曲
1. 美しい鰭
  - 劇場版『名探偵コナン 黒鉄の魚影』主題歌[61]。
2. 祈りはきっと
3. アケホノ

## 演奏
- 草野マサムネ - Vocals、Guitars
- 三輪テツヤ - Guitars
- 田村明浩 - Bass
- 﨑山龍男 - Drums

美しい鰭
- 山本拓夫 - Saxophone
- 西村浩二 - Trumpet

祈りはきっと
- 皆川真人 - Harpsichord

## 収録アルバム
美しい鰭
- ひみつスタジオ（2023年5月17日）